# Новопокровка (Кувандицький міський округ)
Новопокро́вка (рос. Новопокровка) — село у складі Кувандицького міського округу Оренбурзької області, Росія.

## Населення
Населення — 543 особи (2010; 672 у 2002).
Національний склад (станом на 2002 рік):
- росіяни — 76 %